# ولسوالی نهر سراج
نهر سراج یکی از ولسوالی‌های ولایت هلمند در جنوب افغانستان است. جمعیت آن در سال ۲۰۱۲ میلادی ۱۱۴٬۲۰۰ نفر اعلام شده‌است. بیشتر باشندگان این ولسوالی پشتون ها تشکیل میدهند.